# ¡A la caza del cuadro!
¡A la caza del cuadro! es una historieta del dibujante de cómics español Francisco Ibáñez perteneciente a la serie de Mortadelo y Filemón. 

## Sinopsis
El profesor Bacterio ha vendido su colección de cuadros. En uno de esos cuadros el superintendente había ocultado un documento top secret, pero ahora no se acuerda en cuál ocultó dicho documento. Mortadelo y Filemón deberán ir a casa de los compradores y buscar en cada cuadro el documento sin que los dueños se enteren.
Al final el documento resulta ser una fórmula para preparar pescadilla con sabor a merluza.

## Comentarios
Uno de los dueños de cuadros que Mortadelo y Filemón deben investigar es Rompetechos, en su primera interactuación de este personaje con los agentes en un álbum (aunque en El sulfato atómico aparece un Rompetechen que debe ser familiar suyo).
A partir del cuarto episodio la entradilla consiste en Mortadelo causándole involuntariamente problemas a Filemón por culpa de sus disfraces.
Los cuadros que tienen que buscar los agentes tienen títulos absurdos como: “Día nublado con sol a la luz de la luna”, “Sequía en el polo norte”, “Bacilo bizco en un campo de coles” o, "Birria galopante", que se presenta como una coproducción Vázquez-Sanchis, lo cual puede ser una alusión a Sanchis, quien se encargaba en aquella época de coordinar la creación de historietas "apócrifas" de personajes de Vázquez.
El mismo final en el que recuperan un documento importante pero resulta que es una receta de cocina aparecerá en el tercer largometraje Mortadelo y Filemón contra Jimmy el Cachondo.